# Fjällmyggmossa
Fjällmyggmossa (Cnestrum glaucescens) är en bladmossart som beskrevs av Kield Áxel Holmen, Mogensen och Steere 1979. Enligt Catalogue of Life ingår Fjällmyggmossa i släktet myggmossor och familjen Dicranaceae, men enligt Dyntaxa är tillhörigheten istället släktet myggmossor och familjen Rhabdoweisiaceae. Enligt den finländska rödlistan är arten sårbar i Finland. Enligt den svenska rödlistan är arten otillräckligt studerad i Sverige. Arten förekommer i Övre Norrland. Artens livsmiljö är fjällklippor, block- och stenmarker. Inga underarter finns listade i Catalogue of Life.